# Fontana del Leone

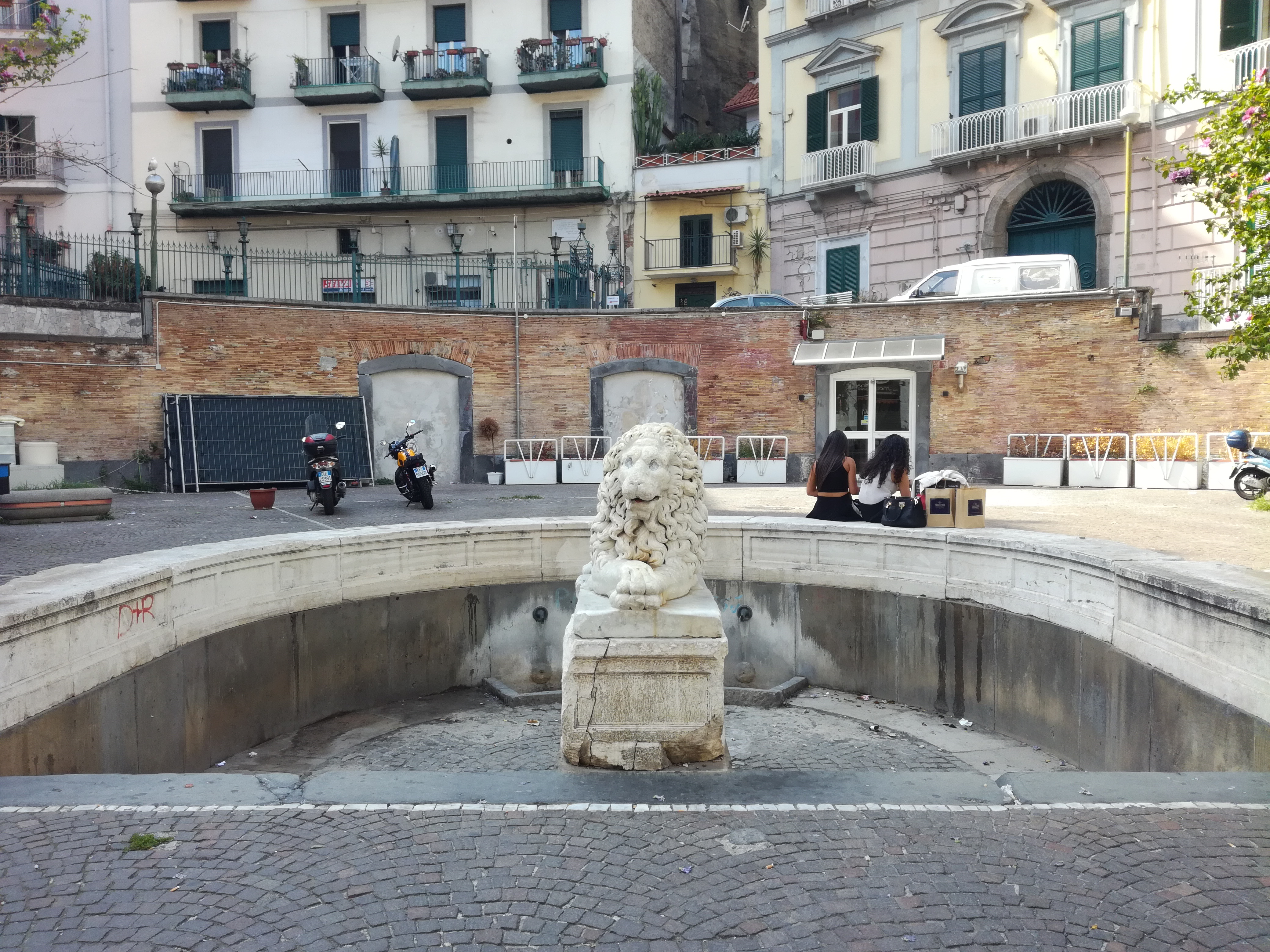
La fontana del Leone

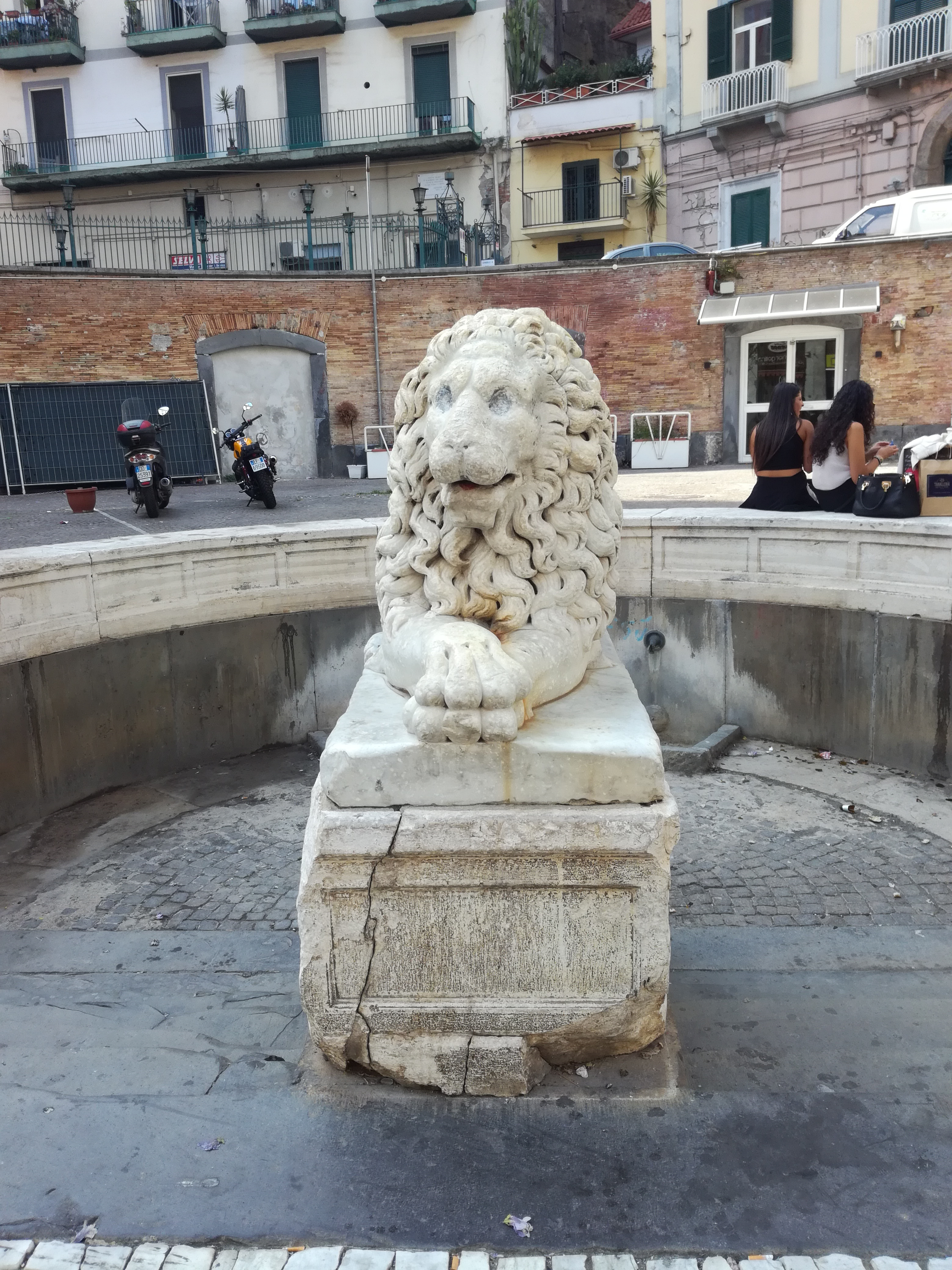
Particolare

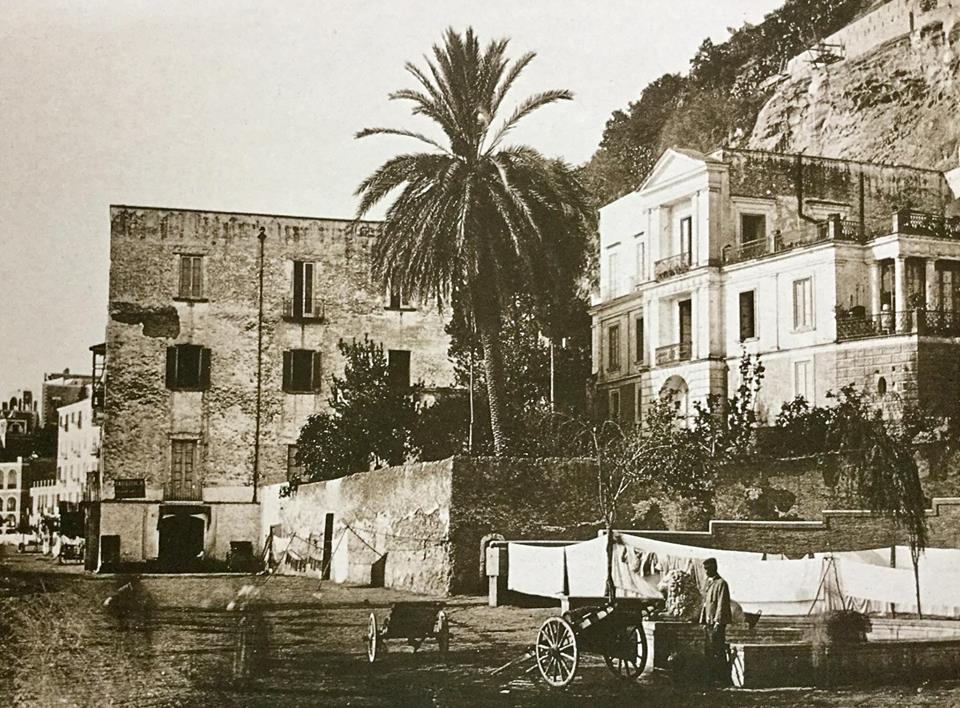
La fontana del 1865

La fontana del Leone è una storica fontana di Napoli ubicata in via Mergellina.

## Storia
La fontana, già fontana del Mergoglino, fu costruita nel XVIII secolo in occasione del rifacimento del Casino reale a Mergellina. Fu voluta da Ferdinando I delle Due Sicilie perché in quel punto, sotto l'altura di Monteleone, sgorgava un'acqua molto fresca e pregiata tanto da servire per l'approvvigionamento della famiglia reale quando risiedeva a Mergellina.

## Descrizione
La fontana è composta da due livelli, a pianta semicircolare, determinando nella parte superiore della strada, un sedile. Al centro c'è un leone su un basamento, mentre ai lati del basamento su rampe di scale portano al piano inferiore che al centro presentava due cannule dalle quali fuoriusciva l'acqua che si depositava nelle vasche inferiori.